# Cryoturris citronella
Cryoturris citronella är en snäckart som först beskrevs av Dall 1889.  Cryoturris citronella ingår i släktet Cryoturris och familjen kägelsnäckor. Inga underarter finns listade i Catalogue of Life.